# Christopher J. Mahoney

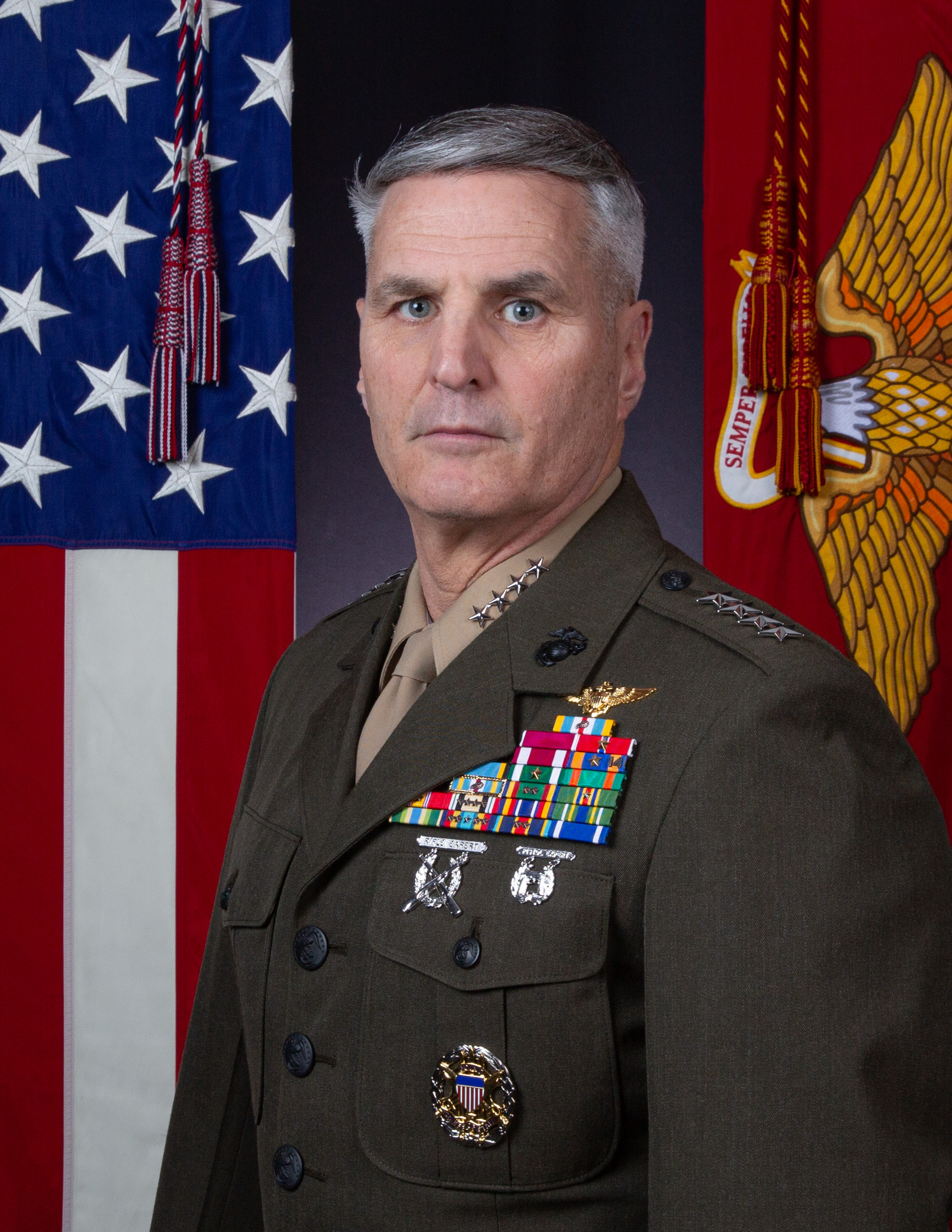
Christopher J. Mahoney (2023)

Christopher J. Mahoney (* Juni 1965 in Weymouth (Massachusetts)) ist ein US-amerikanischer General des United States Marine Corps und seit 2023 der 37. Assistant Commandant of the Marine Corps.

## Leben
Christopher J. Mahoney stammt aus South Weymouth, Massachusetts und schloss seine Schulausbildung (College of the Holy Cross) im Juni 1987 ab. Er absolvierte daraufhin die Grundausbildung und den Infanterieoffizierskurs in Quantico, Virginia bis 1988. Danach wurde er zum Militärpiloten ausgebildet und auf das Flugzeugmuster Grumman A-6E Intruder geschult. Auslandsaufenthalte führten ihn unter anderem in den Indopazifik. Es folgte eine Umschulung auf die McDonnell Douglas F/A-18 auf der Marine Corps Air Station El Toro und danach weitere Auslandseinsätze im Indopazifik, in Italien und im Irak. Während seiner Zeit als Pilot absolvierte er unter anderem die durch den Kinofilm berühmt gewordenen TOP GUN-Kurs.
Weitere Stützpunkte, auf denen er während seiner Laufbahn stationiert war, sind die Marine Corps Air Station Beaufort, South Carolina und die Marine Corps Air Station Miramar nahe San Diego in Kalifornien. Auf der Marine Corps Air Station Yuma in Arizona war er zeitweise als Fluglehrer bei der Marine Aviation Weapons and Tactics Squadron eingesetzt. Während seiner gesamten militärischen Karriere flog Mahoney über 5.000 Flugstunden auf den Flugzeugtypen Grumman A-6, Northrop F-5, McDonnell Douglas F/A-18 und Lockheed Martin F-35 und absolvierte zudem die Ausbildung als Fallschirmjäger und Forward Air Controller. Seine Führungspositionen führten ihn auf Staffel-, Gruppen- und Geschwader-Ebene (3rd Marine Aircraft Wing).
Mahoney nahm am australischen Generalstabskurs am Australian Command and Staff College und dem Air War College auf der Maxwell Air Force Base teil. Er studierte an der University of Canberra in Australien und erwarb dort einen Masterabschluss.
Außerdem war er Stabschef der Joint Improvised Explosive Device Defeat Organization im National Training Center des Marine Corps in Fort Irwin, Kalifornien, und leitender Assistent des Assistant Commandant of the Marine Corps im dortigen Hauptquartier. Als Generalstabsoffizier war er unter anderem stellvertretender Befehlshaber der US-Marine-Streitkräfte (U.S. Marine Forces Pacific) im Pazifik, Direktor für Strategie und Pläne im Hauptquartier des United States Marine Corps sowie stellvertretender Befehlshaber der gesamten US-Streitkräfte in Japan (United States Forces Japan).
Im August 2023 wurde er von US-Präsident Joe Biden als nächster Assistant Commandant vorgeschlagen, am 2. November 2023 vom Senat bestätigt und am 3. November 2023 vom Secretary of the Navy Carlos Del Toro zum General und 37. Assistant Commandant of the Marine Corps ernannt. Mahoney wurde von Donald Trump als nächster Vice Chairman of the Joint Chiefs of Staff nominiert.